# Circonscription de Ioannina
La circonscription de Ioannina (en grec : Εκλογική περιφέρεια Ιωαννίνων) est une circonscription législative de la Grèce. Elle correspond au territoire du nome de Ioannina. Elle compte 175 097 électeurs inscrits en janvier 2015.

Situation de la circonscription de Ioannina

## Élections législatives de mai 2012

### Résultats
La circonscription de Ioannina élit cinq députés en mai 2012. Les élections ont lieu au scrutin proportionnel plurinominal avec prime majoritaire et un seuil de représentation de 3 % des suffrages exprimés au niveau national.
108 403 électeurs se sont exprimés sur 175 155 inscrits, soit un taux de participation de 61,89 %. Parmi les vingt-quatre listes candidates, quatre listes obtiennent au moins un siège dans la circonscription.
| Rang | Liste                              | Nombre de voix | Pourcentage des voix | Nombre de sièges |
| ---- | ---------------------------------- | -------------- | -------------------- | ---------------- |
| 1    | Nouvelle Démocratie                | +24 184,       | 22,90 %              | 2                |
| 2    | SYRIZA                             | +18 602,       | 17,61 %              | 1                |
| 3    | Mouvement socialiste panhellénique | +17 120,       | 16,21 %              | 1                |
| 4    | Parti communiste de Grèce          | +09 150,       | 8,66 %               | 1                |
| 5    | Grecs indépendants                 | +08 233,       | 7,80 %               | 0                |
| 6    | Gauche démocrate                   | +06 235,       | 5,90 %               | 0                |
| 7    | Aube dorée                         | +04 463,       | 4,23 %               | 0                |

### Députés

#### Nouvelle Démocratie
La liste de la Nouvelle Démocratie est en tête et obtient deux sièges.
| Rang | Nom                   | Nombre de voix |
| ---- | --------------------- | -------------- |
| 1    | Konstantínos Tasoúlas | +9 728,        |
| 2    | Stavros Kalogiannis   | +9 020,        |

#### SYRIZA
La liste de la SYRIZA est deuxième et obtient un siège.
| Rang | Nom             | Nombre de voix |
| ---- | --------------- | -------------- |
| 1    | Chrístos Mandás | +5 338,        |

#### Mouvement socialiste panhellénique
La liste du Mouvement socialiste panhellénique est troisième et obtient un siège.
| Rang | Nom            | Nombre de voix |
| ---- | -------------- | -------------- |
| 1    | Michaïl Kassis | +5 375,        |

#### Parti communiste de Grèce
La liste du Parti communiste de Grèce est quatrième et obtient un siège.
| Rang | Nom               | Nombre de voix |
| ---- | ----------------- | -------------- |
| 1    | Nikolaos Exarchos | +2 746,        |

## Élections législatives de juin 2012

### Résultats
La circonscription de Ioannina élit cinq députés en juin 2012. Les sièges sont répartis à l'issue d'un scrutin proportionnel plurinominal avec prime majoritaire entre les listes ayant obtenu au moins 3 % des suffrages exprimés au niveau national.
103 923 électeurs se sont exprimés sur 175 141 inscrits, soit un taux de participation de 59,34 %. Parmi les dix-huit listes candidates, trois listes obtiennent au moins un siège dans la circonscription.
| Rang | Liste                              | Nombre de voix | Pourcentage des voix | Nombre de sièges |
| ---- | ---------------------------------- | -------------- | -------------------- | ---------------- |
| 1    | Nouvelle Démocratie                | +33 241,       | 32,36 %              | 3                |
| 2    | SYRIZA                             | +27 886,       | 27,15 %              | 1                |
| 3    | Mouvement socialiste panhellénique | +14 449,       | 14,07 %              | 1                |
| 4    | Gauche démocrate                   | +06 489,       | 6,32 %               | 0                |
| 5    | Grecs indépendants                 | +05 225,       | 5,09 %               | 0                |
| 6    | Parti communiste de Grèce          | +05 039,       | 4,91 %               | 0                |
| 7    | Aube dorée                         | +04 717,       | 4,59 %               | 0                |

### Députés

#### Nouvelle Démocratie
La liste de la Nouvelle Démocratie est en tête et obtient trois sièges.
| Rang | Nom                          |
| ---- | ---------------------------- |
| 1    | Konstantínos Tasoúlas        |
| 2    | Stavros Kalogiannis          |
| 3    | Ánna-Michelle Assimakopoúlou |

#### SYRIZA
La liste de la SYRIZA est deuxième et obtient un siège.
| Rang | Nom             |
| ---- | --------------- |
| 1    | Chrístos Mandás |

#### Mouvement socialiste panhellénique
La liste du Mouvement socialiste panhellénique est troisième et obtient un siège.
| Rang | Nom            |
| ---- | -------------- |
| 1    | Michaïl Kassis |

## Élections législatives de janvier 2015

### Résultats
La circonscription de Ioannina élit cinq députés en janvier 2015. Les sièges sont répartis à l'issue d'un scrutin proportionnel plurinominal avec prime majoritaire entre les listes ayant obtenu au moins 3 % des suffrages exprimés au niveau national.
104 481 électeurs se sont exprimés sur 175 097 inscrits, soit un taux de participation de 59,67 %. Parmi les dix-huit listes candidates, deux listes obtiennent au moins un siège dans la circonscription.
| Rang | Liste                                | Nombre de voix | Pourcentage des voix | Nombre de sièges |
| ---- | ------------------------------------ | -------------- | -------------------- | ---------------- |
| 1    | SYRIZA                               | +40 363,       | 39,57 %              | 4                |
| 2    | Nouvelle Démocratie                  | +28 796,       | 28,23 %              | 1                |
| 3    | Mouvement socialiste panhellénique   | +05 698,       | 5,59 %               | 0                |
| 4    | Parti communiste de Grèce            | +05 656,       | 5,54 %               | 0                |
| 5    | La Rivière                           | +05 603,       | 5,49 %               | 0                |
| 6    | Aube dorée                           | +04 431,       | 4,34 %               | 0                |
| 7    | Mouvement des socialistes démocrates | +03 250,       | 3,19 %               | 0                |
| 8    | Grecs indépendants                   | +03 219,       | 3,16 %               | 0                |

### Députés
La répartition des sièges au sein de chaque liste élue dépend du nombre de voix obtenues individuellement par chaque candidat, suivant le système du vote préférentiel. Dans la circonscription de Ioannina, les listes peuvent comporter jusqu'à sept candidats. Les électeurs peuvent exprimer un vote préférentiel pour un maximum de deux candidats sur la liste pour laquelle ils votent.

#### SYRIZA
La liste de la SYRIZA est en tête et obtient quatre sièges.
| Rang | Nom                 | Nombre de voix |
| ---- | ------------------- | -------------- |
| 1    | Christos Mandas     | +11 311,       |
| 2    | Ioannis Stefos      | +09 411,       |
| 3    | Meropi Tzoufi       | +08 898,       |
| 4    | Ioannis Karagiannis | +08 459,       |

#### Nouvelle Démocratie
La liste de la Nouvelle Démocratie est deuxième et obtient un siège.
| Rang | Nom                   | Nombre de voix |
| ---- | --------------------- | -------------- |
| 1    | Konstantínos Tasoúlas | +11 249,       |